# Veľké Kostoľany
Veľké Kostoľany (in ungherese Nagykosztolány) è un comune della Slovacchia facente parte del distretto di Piešťany, nella regione di Trnava.
Ha dato i natali al pittore Cyprián Majerník (1909-1945).